# Hesperis sibirica
Hesperis sibirica är en korsblommig växtart som beskrevs av Carl von Linné. Hesperis sibirica ingår i släktet hesperisar, och familjen korsblommiga växter. Inga underarter finns listade i Catalogue of Life.